# Жълта музика
„Жълта музика“ е името на първия български независим музикален лейбъл. Създаден през 1999 година от членовете на групите „Остава“, „Анимационерите“, „Уикеда“ и „Блуба Лу“ като неправителствена организация.
Дейността на лейбъла започва с касетка с по две песни от „Анимационерите“, „Остава“, „Уикеда“ и „Блуба Лу“. В манифеста за създаването на лейбъла е заявена целта „да утвърждава и популяризира високи критерии по отношение на изкуството, философията и естетиката на артиста“.
По инициатива на „Жълта музика“ отваря известният през 1990-те български ъндърграунд клуб „О! Шипка“ и звукозаписно студио в квартал „Зона Б-5“.
Впоследствие лейбълът включва още етно трип-хоп групата „Band of Mad Women“ и страничният проект на Георги Георгиев от „Остава“, „Homeovox“. Последният проект на лейбъла е клипът към песента „Красиви хора“ на „Остава“.
През 2001 г. лейбълът спира дейността си, но оставя силно влияние в развитието на алтернативната музика в България.